# Dzień Flagi Rzeczypospolitej Polskiej
Dzień Flagi Rzeczypospolitej Polskiej – polskie święto wprowadzone na mocy ustawy z 20 lutego 2004, obchodzone między świętami 1 maja (zwanym Świętem Pracy) i 3 maja (Świętem Narodowym 3 Maja). 2 maja nie jest dniem wolnym od pracy, jednak wielu Polaków bierze w ten dzień urlop, ze względu na to, że ta data jest jedyną w kalendarzu występującą pomiędzy dwoma dniami wolnymi od pracy.
Tego samego dnia obchodzony jest Dzień Polonii i Polaków za Granicą.

## Przed ustanowieniem święta
Pod koniec II wojny światowej, dnia  2 maja w 1945 polscy żołnierze zdobywający stolicę hitlerowskich Niemiec umieścili biało-czerwoną flagę na Kolumnie Zwycięstwa – Siegessäule oraz na Reichstagu w Berlinie. W latach istnienia Polskiej Rzeczypospolitej Ludowej właśnie w tym dniu zdejmowano po 1 maja eksponowane flagi państwowe, aby nie były widoczne w dniu zniesionego przez władze komunistyczne Święta Narodowego Trzeciego Maja, a po kilku dniach wywieszano je ponownie przed 9 maja – obchodami Dnia Zwycięstwa.

## Ustanowienie święta
15 października 2003 do laski marszałkowskiej wpłynął poselski projekt (autorstwa posła Edwarda Płonki) zmiany ustawy o godle, barwach i hymnie RP, ustanawiający m.in. Dzień Flagi RP. Z treści uzasadnienia ustawy wprowadzającej święto wynika, że wybór dnia 2 maja nie był przypadkowy – chodziło o dzień, w którym Polakom towarzyszą refleksje o szczytnych kartach historii Polski, wypełnienie wolnego dnia pomiędzy świętami narodowymi oraz podkreślenie obchodów Światowego Dnia Polonii. Pomysłodawcą ustanowienia święta był dziennikarz Andrzej Zaporowski.
W toku prac legislacyjnych Senat RP w uchwale z dnia 12 lutego 2004 zaproponował poprawki m.in. zastąpić Dzień Flagi RP Dniem Orła Białego, uznając godło za naczelne spośród symboli RP. Ostatecznie Sejm odrzucił poprawkę i 20 lutego 2004 ustanowił Dzień Flagi Rzeczypospolitej Polskiej.
Podczas Dnia Flagi RP organizowane są różnego rodzaju akcje i manifestacje patriotyczne.

## Święto flagi na świecie
Oprócz Polski, święto własnej flagi obchodzi się również w innych państwach, m.in. w Stanach Zjednoczonych, Meksyku, Argentynie, Finlandii, Turkmenistanie, na Litwie, Ukrainie i w Chinach.

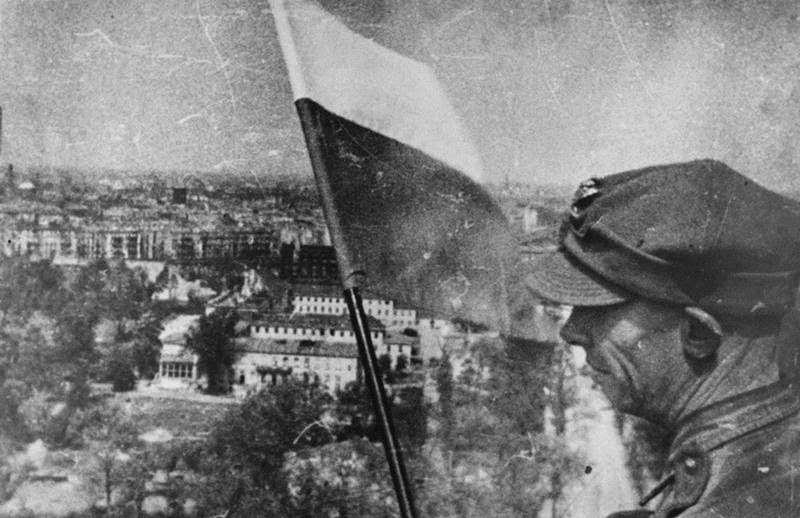
Polska flaga zawieszona 2 maja 1945 r. w zrujnowanym Berlinie.
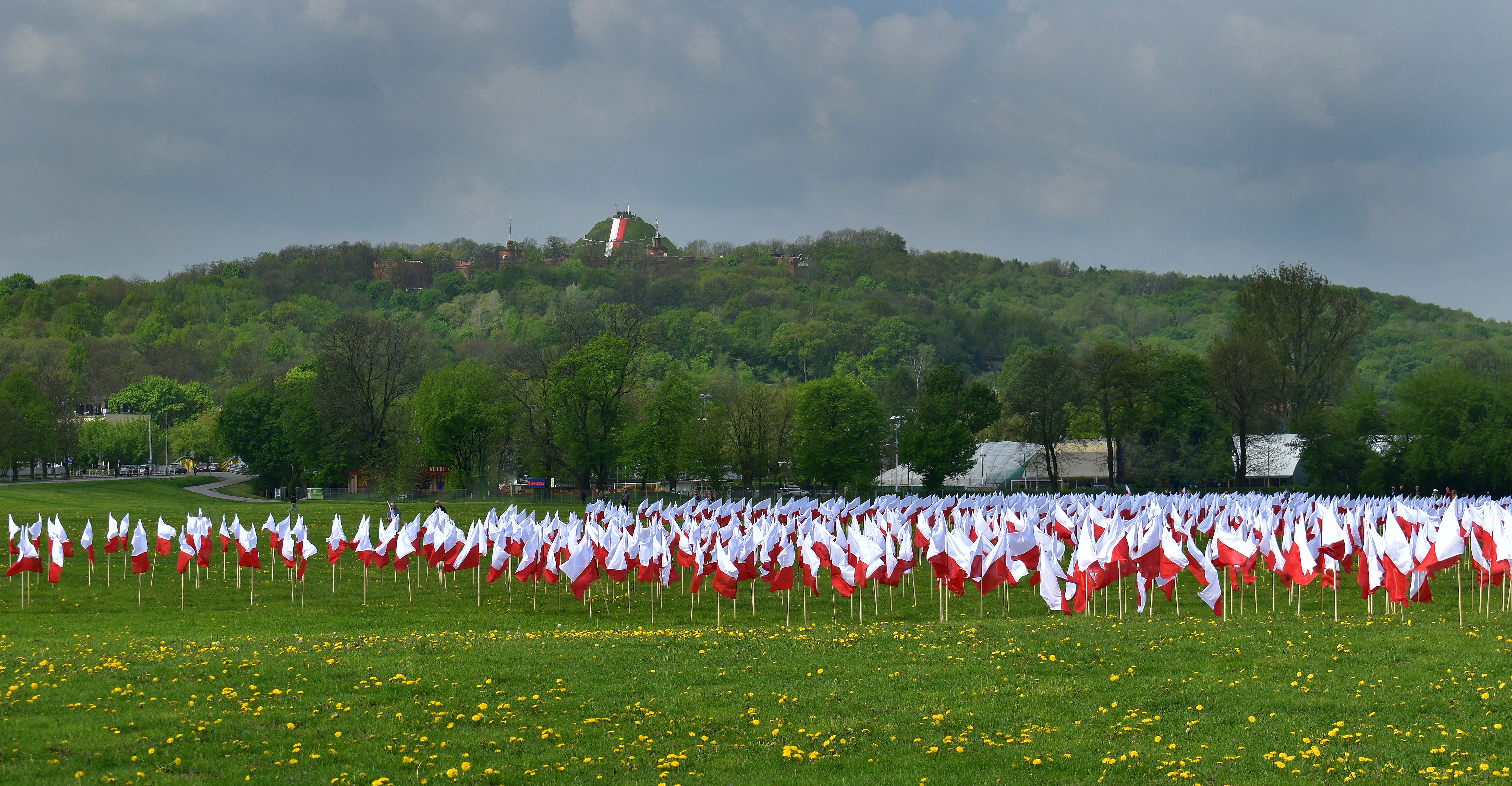
Błonia i Kopiec Kościuszki w Krakowie 2 maja 2019.